# 2-krone
| 2-krone (Danmark) | 2-krone (Danmark)                     |
| ----------------- | ------------------------------------- |
| Værdi:            | 2 Danske kroner                       |
| Vægt:             | 5,9 g                                 |
| Diameter:         | 24,5 mm                               |
| Tykkelse:         | 1,80 mm                               |
| Rand:             | Afbrudt riflet                        |
| Materiale:        | Kobbernikkel (75% kobber, 25% nikkel) |
| Præget år:        | 1992-2002, 2004-                      |
| Cirkulation:      | 26. januar 1993                       |

2-kronen eller tokronesmønten er en dansk mønt i cirkulation.
2-kronen består af kobbernikkel. Dens diameter er 24,5 mm, den vejer 5,9 gram og dens tykkelse er på 1,80 mm. Randen er afbrudt riflet. Den har et hul i midten på 4,25 mm. Tokronemønten er også, især i ældre tid, blevet kaldt daler, eftersom den ved indførelsen af den første 2-krone i 1875 blev sat til at have samme værdi som en daler.

## Tidligere 2-kroner

### 1875-1899
Den første 2-krone i Danmark blev udsendt i 1875, i forbindelse med den Skandinaviske møntunion, som skiftede fra rigsdaler og skilling til kroner og ører, og gav hele Norden fælles møntenhed. De tre møntenheder hed ikke alene det samme, men var også lovlige betalingsmidler på tværs af landegrænserne. 2-kronen var på det tidspunkt den højeste skillemønt i Danmark, hvis man ser bort fra 10- og 20-kronerne af guld, som ikke blev brugt som skillemønt, men som garanti for sølv- og bronzemønternes værdi i guld.
På forsiden af 2-kronen var der et portræt af Kongen: Christian 9., initialerne for møntmesteren og medaljøren, og et hjerte, som er mærket for Den Kgl. Mønt. Portrættet af Christian 9. var udarbejdet af billedhugger Christian Carl Peters, og medaljørarbejdet var udført af Harald Conradsen (HC). Bagsiden forstillede Danmarks rigsvåben, med de tre løver og ni hjerter.Til venstre for rigsvåbenet var der en delfin og til højre et bygaks
Den første 2-krone var af 80% sølv, vejede 15 g og målte 31 mm i diameter.
Der blev i alt præget ca. 4,9 mio. 2-kroner 1875-1899

### 1915-1916
Den næste 2-kronemønt blev udmøntet af Christian 10., da der ikke var brug for 2-kronemønter under Frederik 8.
På forsiden af 2-kronen fra 1915 kunne man se et portræt af kongen Christian 10. med teksten "CHRISTIAN X KONGE AF DANMARK". I bunden kunne man se Den Kgl. Mønts mærke, et hjerte, og på hver side af det, initialerne for møntmester og medaljør. Forsiden er udarbejdet af Anders Hansen (1873-1924) (AH).
Bagsiden forestillede præcis det samme som den tidligere mønt: Danmarks rigsvåben, med en delfin på højre side, og et bygaks på venstre.
2-kronen fra 1915 var af 80% sølv, vejede 15 g og målte 31 mm i diameter, ligesom den tidligere.
Der blev i alt præget ca. 1,1 mio. 2-kroner 1915-1916

### 1924-1941
Den næste 2-kronemønt blev udsendt i 1924 i forbindelse med en ny møntserie, og fik for første gang ændret design og bagsidemotiv. Den blev inddraget 1941 i forbindelse med 2. verdenskrig
Forsiden forestillede som noget nyt Christian 10.s spejlmonogram med en krone over, og årstallet for udmøntningen på hver side. Og der stod også bare "KONGE AF DANMARK", fordi monogrammet i midten betyder "Christian 10." I bunden kunne man se møntmesterens initialer og medaljør Gunnar Jensens initialer (GJ) med Den Kgl. Mønts hjerte imellem.
Bagsiden forestillede Frederik 5.s krone, der siden 1671 har været den danske kongekrone. Der stod teksten "2 KRONER – DANMARK".
2-kronen fra 1924 var af guldlignende aluminiumsbronze, en legering af kobber, aluminium og nikkel.
Der blev præget ca. 7,7 mio. 2-kroner 1924-1941

### 1947-1959
Den næste danske 2-krone, efter pausen omkring 2. verdenskrig, blev udsendt i 1947, da der skulle udmøntes mønter med den nye konge Frederik 9.
Da der ikke blev udmøntet guld 20-kroner efter 1931, og 5-kronen først blev introduceret i 1960, var 2-kronen den største møntværdi i det mellemliggende tidsrum.
Da 5-kronen indførtes, var det vigtigt at man ikke kom til at forveksle de to mønter, så derfor stoppede man med at producere 2-kroner. En anden grund var også, at når man indførte 5-kronen ville der være 8 mønter i møntserien, og det er for mange mønter at holde styr på.
I 1992 kom den dog tilbage igen, i forbindelse med at man afskaffede 5- og 10-øren.
På forsiden af 2-kronen kunne man se et portræt af Kong Frederik 9. og teksten "FREDERIK IX KONGE AF DANMARK". På forsiden stod også møntmesterens initialer og medaljørens initialer, og imellem dem, Den Kgl. Mønts hjerte
På bagsiden kunne man, ligesom på de første to 2-kroner se Danmarks rigsvåben med de tre løver og ni hjerter og Frederik 5.s krone over. På hver side af rigsvåbenet stod udmøntningsåret delt, eks. 19 – 56. Medaljørarbejdet var udført af Harald Salomon.
2-kronen fra 1947 var, som den forrige, af aluminiumsbronze, og vejede 13 g
Der blev i alt præget ca. 14,3 mio. 2-kroner frem til 1959.

### Erindringsmønter 1888-1958
I perioden 1888-1958 udsendte Den Kgl. Mønt særlige 2-kroner ved særlige lejligheder i kongehuset. Den første erindringsmønt blev udsendt i anledning af Christian 9.s 25-års regeringsjubilæum, og den sidste var i anledning af Prinsesse Margrethe (nu Margrethe 2.)s 18-årsfødselsdag i 1958.
Før 1888 havde man allerede udsendt enkelte mønter i anledning af tronskifter, de såkaldte "tronskiftspecier" som havde den pålydende værdi: 1 speciedaler. Traditionen med tronskiftspecier går meget langt tilbage i tiden, helt tilbage til 1700-tallet.
I 1960 blev den første 5-krone erindringsmønt udsendt, og så fortsatte det med 10-kroner, og senere med 20-kroner, som det stadig er.
Erindringsmønterne havde samme vægt og legering som de 2-kroner, der blev præget under Christian 9. og Christian 10.
| År   | Begivenhed                                         | Produktionstal |
| ---- | -------------------------------------------------- | -------------- |
| 1888 | Christian 9.s 25-års regeringsjubilæum             | 101.253        |
| 1892 | Christian 9. og Dronning Louises guldbryllup       | 101.322        |
| 1903 | Christian 9.s 40-års regeringsjubilæum             | 103.392        |
| 1906 | Tronskiftet Christian 9. til Frederik 8.           | 150.774        |
| 1912 | Tronskiftet Frederik 8. til Christian 10.          | 101.917        |
| 1923 | Christian 10. og Dronning Alexandrines sølvbryllup | 203.357        |
| 1930 | Christian 10.s 60-års fødselsdag                   | 302.640        |
| 1937 | Christian 10.s 25-års regeringsjubilæum            | 208.699        |
| 1945 | Christian 10.s 75-års fødselsdag                   | 156.642        |
| 1943 | Grønlandsindsamlingen                              | 151.710        |
| 1958 | Prinsesse Margrethes 18-års fødselsdag             | 301.426        |

Fortsættet med 5-kroner 1960-1964, 10-kroner 1967-1986 og 20-kroner 1990-